# Винтроп (Минесота)
Винтроп (енгл. Winthrop) град је у америчкој савезној држави Минесота.

## Демографија
По попису из 2010. године број становника је 1.399, што је 32 (2,3%) становника више него 2000. године.
| Група             | 2000.         | 2010.         |
| Белци             | 1.253 (91,7%) | 1.263 (90,3%) |
| Афроамериканци    | 1 (0,1%)      | 7 (0,5%)      |
| Азијати           | 2 (0,1%)      | 7 (0,5%)      |
| Хиспаноамериканци | 95 (6,9%)     | 104 (7,4%)    |
| Укупно            | 1.367         | 1.399         |